# Тестий (Аргос)
Тестий (на старогръцки: Θέστιος; Thestros, Thestios) в гръцката митология е цар на Аргос. Той е син на Марон, цар на Аргос и внук на Кейс, сина на Темен.
Тестий е баща на Акой, който го наследява на трона. Според Диодор Сикул неговият син и наследник се казва Мероп.